# Computational Biology and Chemistry
Computational Biology and Chemistry is een internationaal, aan collegiale toetsing onderworpen wetenschappelijk tijdschrift op het gebied van de
theoretische biologie.
De naam wordt in literatuurverwijzingen meestal afgekort tot Comput. Biol. Chem.
Het wordt uitgegeven door Elsevier en verschijnt tweemaandelijks.